# The Limehouse Golem
The Limehouse Golem ist ein britischer Horror-Mystery-Film von Juan Carlos Medina aus dem Jahr 2016, nach einem Drehbuch von Jane Goldman. Der Film basiert auf Peter Ackroyds Krimi Der Golem von Limehouse aus dem Jahr 1994. In den Hauptrollen spielen Olivia Cooke, Bill Nighy und Douglas Booth.
Der Film hatte auf dem Toronto International Film Festival am 10. September 2016 seine Weltpremiere. Er wurde in Großbritannien am 1. September 2017 von Lionsgate veröffentlicht.

## Handlung
Eine Reihe von Morden erschüttert 1880 die Gemeinde Limehouse in den Docklands im viktorianischen London. Journalisten, die den öffentlichen Geschmack für Melodramen nutzen, benennen den Mörder nach der jüdischen Legende des Golem. Die inzwischen berühmte Varieté-Künstlerin Elizabeth Cree wird beschuldigt, ihren Ehemann John in der Nacht des letzten Golem-Mordes vergiftet zu haben. Inspektor Kildare entdeckt Beweise, die John Cree mit den Golem-Morden in Verbindung bringen, und möchte die Fälle lösen, bevor Elizabeth gehängt wird.
Kildare entdeckt das Tagebuch des Golem, in welchem er seine Verbrechen beschreibt. Das handgeschriebene Tagebuch findet der Ermittler als lose Notizen auf den Seiten in einem gedruckten Sammelband mit ausgewählten Essays des Schriftstellers Thomas De Quincey über das Thema Mord – der darin als eine der schönen Künste gilt – im Lesesaal der Bibliothek im British Museum. Kildare schließt daraus, dass der Golem einer der vier Männer sein muss, die zum Zeitpunkt des letzten Eintrags in der Bibliothek waren: Dan Leno, Karl Marx, George Gissing und John Cree. Kildare beschafft Handschriftproben der anderen drei Männer. Währenddessen erfährt er Elizabeths Geschichte, die als Tochter einer unverheirateten Mutter aufwuchs. Mutter und Tochter ernährten sich mit dem Nähen von Segeltüchern, die Elizabeth zu den Abnehmern auf den Docks brachte. 
Nachdem ihre gewalttätige Mutter – sie quälte ihre Tochter mit einer glühenden Stricknadel, nachdem das Kind vergewaltigt worden war – starb, war Elizabeth mit Dan Leno befreundet und trat seiner Music-Hall-Truppe bei. Sie trat als Mann verkleidet auf und sang derbe, schlüpfrige Scherzlieder. Ihre Auftritte erfreuten sich großer Beliebtheit und sie rückte nach Leno schnell an zweite Stelle und wurde ein gefeierter Musikstar. Elizabeth strebte jedoch danach, dramatische Schauspielerin zu werden. John Cree, ein erfolgloser Dramatiker, warb um sie und bot ihr eine Hauptrolle in seinem neuen Stück an. Sie reagierte nicht auf seine Annäherungsversuche, aber ihre Kollegin Aveline, die in John Cree verliebt war, wurde eifersüchtig und sabotierte Elizabeths dramatische Rolle.
Elizabeth wurde vom Theaterbesitzer, einem Mann namens „Onkel“, gezwungen, nackt für Fotos zu posieren und ihn zu schlagen, was ihn sexuell befriedigte. Sie vertraute sich John an, der anbot, sie zu heiraten und zu beschützen. Obwohl Elizabeth infolge der Vergewaltigung ein gestörtes Verhältnis zur Sexualität hatte, nahm sie das Angebot an. Nur wenige Tage später verstarb „Onkel“ ganz plötzlich und hinterließ das Theater Dan Leno. Inspektor Kildare fiel der zeitliche Zusammenhang zwischen der sexuellen Erpressung durch „Onkel“ und der Verbindung mit John Cree auf. 
Johns Karriere stagnierte, er verbitterte zunehmend und er verhielt sich Elizabeth gegenüber, die ihn finanziell unterstützte, ablehnend. Elizabeth empfand ihre ehelichen Pflichten als Last und bat Aveline um Hilfe, woraufhin diese eine Affäre mit John begann und als Zofe im Hause Cree arbeitete. John stellte die Arbeit an „Misery Junction“ ein, um Elizabeth zu ärgern. Ihre Beziehung wurde nun mehr und mehr von Kälte und Verbitterung geprägt, was sich bis zu Johns Tod nicht änderte.
Kildare findet schließlich eine handschriftliche Kopie des Stücks, in der Cree vor seinem Tod über Elizabeths bevorstehende Hinrichtung schrieb. Kildare erwirkt einen Aufschub der Hinrichtung um eine Stunde, in der Hoffnung, dass die Aufdeckung von John Crees Verbrechen zu einer Umwandlung ihrer Strafe führen wird. Nach einem Gespräch mit Elizabeth muss Kildare jedoch erkennen, dass sie der wahre Golem ist. Sie tötete „Onkel“ und begann dann, als der Golem Morde zu begehen, um sich einen Namen zu machen. Anschließend vergiftete sie ihren Ehemann, da er Beweise für ihre Verbrechen fand.
Durch diese Erkenntnis gebrochen, verzögert Kildare die Bekanntgabe, dass Elizabeth der Golem war, bis sie gehängt wird. Damit verleiht er ihr den „Ruhm“, den Golem eliminiert zu haben, anstatt den größeren Ruhm einer Mörderin. In der letzten Szene spielt Dan Lenos Truppe Johns Stück, das umgeschrieben wurde, um Elizabeths Lebensgeschichte zu erzählen. Aveline, die nun Elizabeths Rolle spielt, stirbt versehentlich während der Hinrichtungsszene. Leno vertuscht ihren Tod und betritt die Bühne als Elizabeth verkleidet. Zuletzt sieht man, wie Elizabeth sich mit ihm auf der Bühne verbeugt. Sie ruft Lenos Begrüßung „Da sind wir wieder“.

## Hintergrund
In mehreren Szenen, etwa als Bühnenbild im Varieté-Theater und im Golem-Tagebuch als einfache Zeichnung, taucht das Gemälde The Ghost of a Flea des britischen Malers William Blake von 1820 auf. Außerdem ist in dem erwähnten Buch ein skizzenhafter Ausschnitt des rechten Flügels Die Hölle des Triptychons Der Garten der Lüste des Malers Hieronymus Bosch aus dem späten 15. Jahrhundert eingezeichnet. Darüber hinaus nimmt die Handlung Bezug auf die Ratcliffe-Highway-Morde im Jahre 1811.

## Synchronisation
Die deutschsprachige Synchronisation entstand bei der Christa Kistner Synchronproduktion nach einem Dialogbuch von Antonia Ganz, die auch die Dialogregie übernahm.
| Darsteller        | Synchronsprecher     | Rolle             |
| ----------------- | -------------------- | ----------------- |
| Bill Nighy        | Frank Glaubrecht     | John Kildare      |
| Olivia Cooke      | Kaya Marie Möller    | Elizabeth Cree    |
| Paul Ritter       | Till Hagen           | Augustus Rowley   |
| María Valverde    | Maja Maneiro         | Aveline Ortega    |
| Douglas Booth     | Tino Mewes           | Dan Leno          |
| Clive Russell     | Reinhard Scheunemann | Gefängnisdirektor |
| Daniel Mays       | Marius Clarén        | George Flood      |
| Morgan Watkins    | Nic Romm             | George Gissing    |
| David Bamber      | Joachim Tennstedt    | Greatorex         |
| Peter Sullivan    | Uve Teschner         | Inspektor Roberts |
| Sam Reid          | Bastian Sierich      | John Cree         |
| Henry Goodman     | Uli Krohm            | Karl Marx         |
| Graham Hughes     | Viktor Neumann       | Little Victor     |
| Amelia Crouch     | Emilia Raschewski    | Elizabeth (jung)  |
| Keeley Forsyth    | Heide Domanowski     | Elizabeths Mutter |
| Adam Brown        | Dennis Sandmann      | Mr. Gerrard       |
| Mark Tandy        | Reinhard Kuhnert     | Richter           |
| Damien Thomas     | Peter Groeger        | Salomon Weil      |
| Siobhan Cullen    | Maximiliane Häcke    | Schwester Mary    |
| Nicholas Woodeson | Kaspar Eichel        | Toby Dosett       |
| Eddie Marsan      | Stefan Krause        | „Onkel“           |